# Cathédrale américaine de Paris

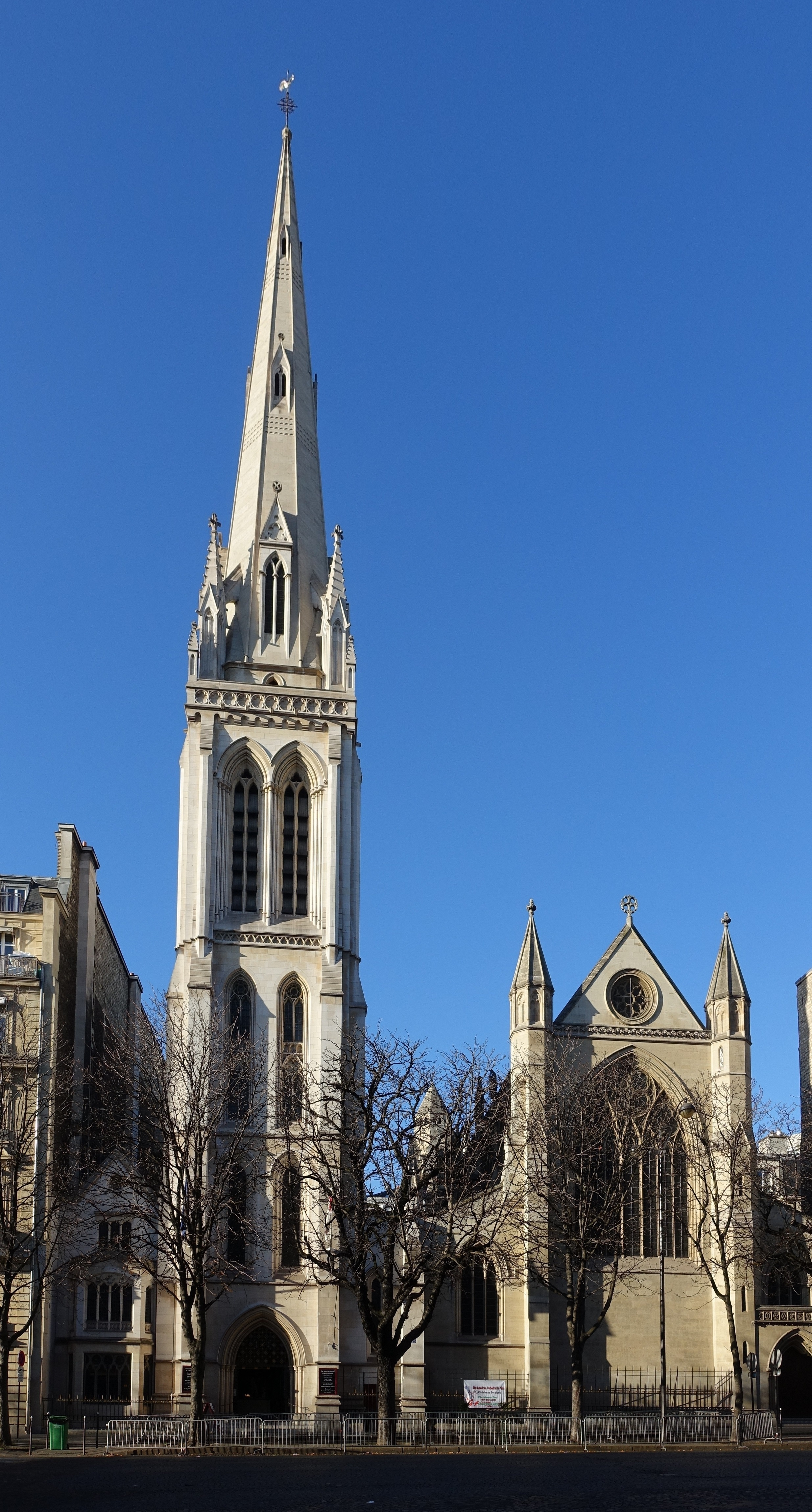
Cathédrale américaine de Paris (2016)

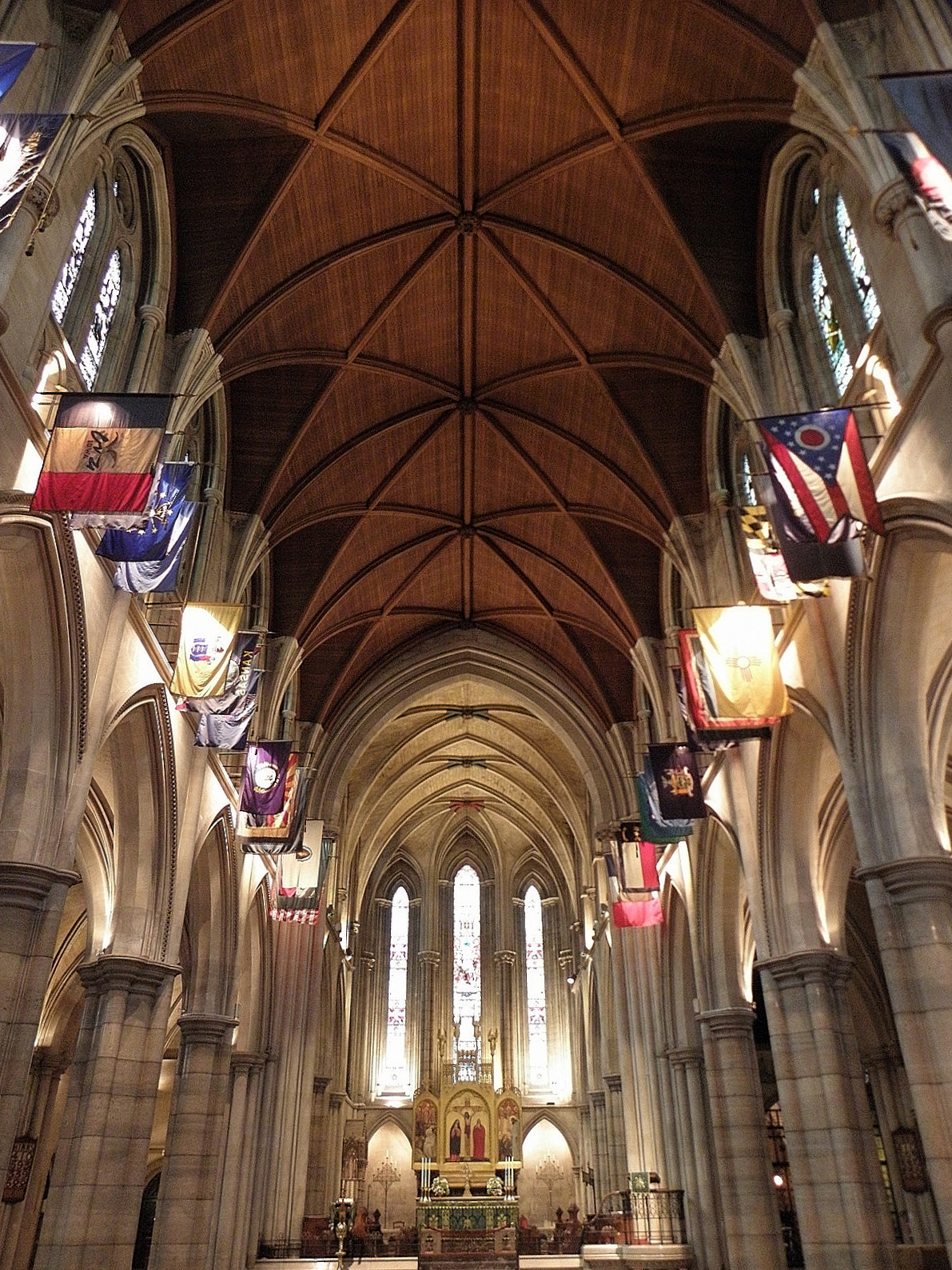
Innenraum (2012)

Die Cathédrale américaine de Paris (deutsch „Amerikanische Kathedrale in Paris“), früher als Cathédrale de la Sainte-Trinité (deutsch „Kathedrale der Heiligen Dreifaltigkeit“) bekannt, ist ein anglikanisches Gotteshaus aus dem späten 19. Jahrhundert. Es dient als Versammlungsort für die Convocation of Episcopal Churches in Europe, ein Quasi-Bistum der Episkopalkirche der Vereinigten Staaten von Amerika. Das Bauwerk befindet sich im Zentrum von Paris zwischen den Champs-Élysées und der Seine an der Avenue George V im 8. Arrondissement. Die nächsten Metrostationen sind Alma – Marceau und George V.

## Geschichte
Die Ursprünge der Cathédrale de la Sainte-Trinité gehen auf die 1830er Jahre zurück, als sich die damals ansässigen amerikanischen Episkopalianer im Gartenpavillon des Hôtel Matignon trafen, um dort ihre Gottesdienste zu halten. Das Anwesen war zu dieser Zeit der Wohnsitz des im Ausland lebenden amerikanischen Colonels Herman Thorn (1783–1859). Heute dient das Hôtel Matignon als Amtssitz und Residenz des französischen Premierministers. 1859 fand die formelle Gründung einer Pfarrei statt und 1864 wurde das erste Kirchengebäude an der Rue Bayard eingeweiht.
In den 1870er Jahren wurde John B. Morgan, ein Cousin des US-amerikanischen Unternehmers J. P. Morgan, der anglikanische Pfarrer (engl. Rector) der Gemeinde. Er entschied, dass die Gemeinde ein größeres Gotteshaus benötigte, und begann die erforderlichen Geldmittel für den Bau zu beschaffen. Das Grundstück, das für den Bau erworben wurde, befand sich an der Avenue George V (damals Avenue d’Alma) und war ursprünglich Teil des Nachlasses von Charles de Morny, einem  Halbbruder des Kaisers Napoleon III. Die im Oktober 1882 genehmigten Pläne wurden in weniger als vier Jahren Bauzeit umgesetzt. Im September 1886 fanden die Eröffnungsfeierlichkeiten statt. Die Kirchweihe fand an Thanksgiving, dem 25. November 1886, statt. Die Kirche der Heiligen Dreifaltigkeit wurde im Jahr 1922 zur Kathedrale der amerikanischen Episkopalgemeinden in Europa erhoben, diente aber weiterhin als Pfarrkirche.

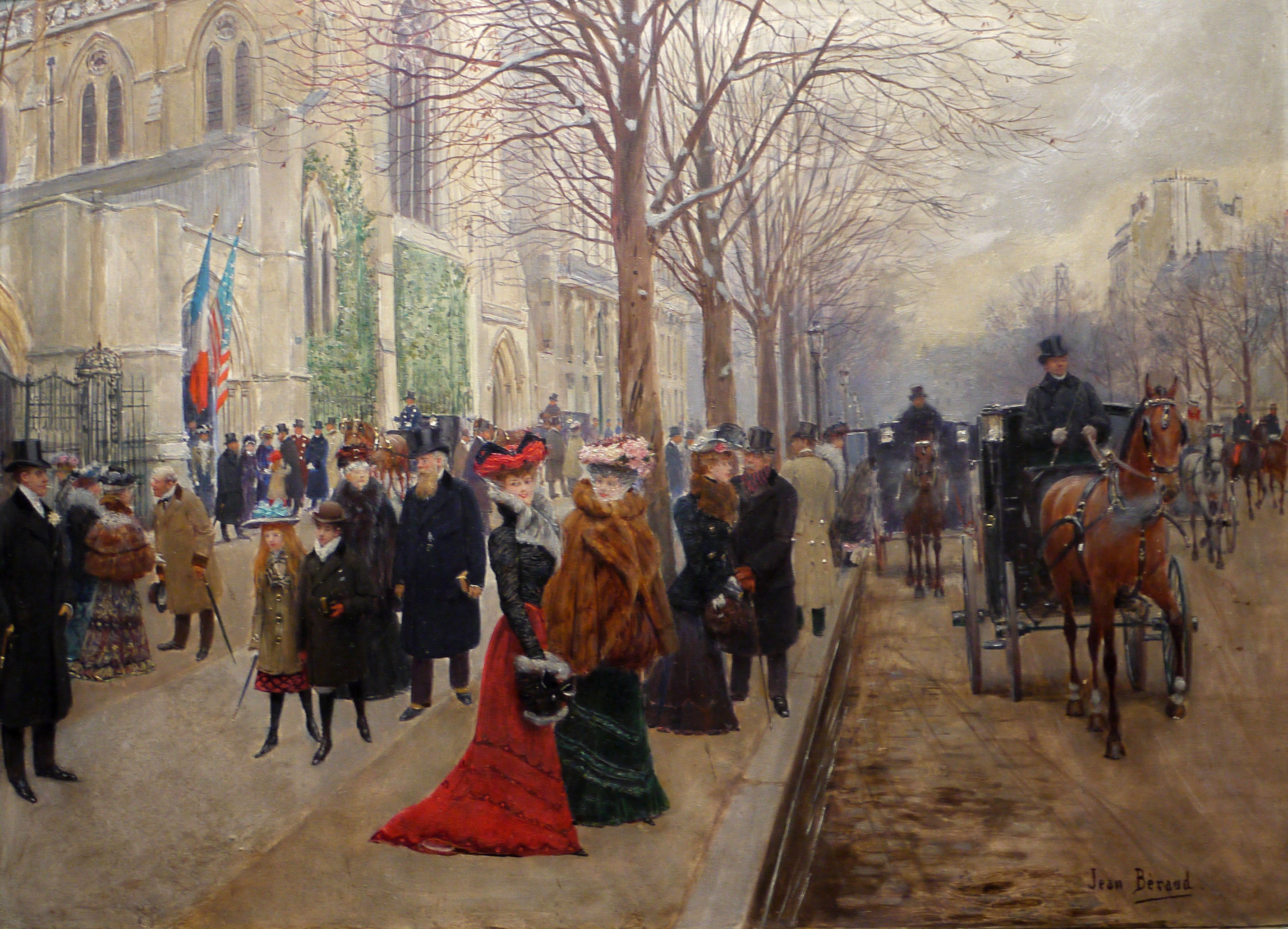
Gemälde Après l’Office à l’Église de la Sainte-Trinité, Noël 1890 von Jean Béraud

Die Kathedrale erscheint im Gemälde Après l’Office à l’Église de la Sainte-Trinité, Noël 1890 (dt. „Nach dem Gottesdienst in der Kirche der Heiligen Dreifaltigkeit, Weihnachten 1890“) des französischen Malers und Graphikers Jean Béraud. Das Gemälde befindet sich als Leihgabe im Musée Carnavalet. Während der deutschen Besetzung Frankreichs im Zweiten Weltkrieg (1940–1944) beheimatete die Kathedrale die deutsche Militärseelsorge.
Heute werden den Gemeindemitgliedern und Besuchern eine Vielzahl an Aktivitäten angeboten, unter anderem Missionsarbeit, eigene Erwachsenenbildungsprogramme, das Journey to Adulthood Program for Young People, ein Jugendchor und unterschiedliche Musikprogramme.

## Architektur
Das Gotteshaus wurde vom britischen Architekten George Edmund Street im Stil der Neugotik entworfen. Street entwarf auch die Kirche San Paolo dentro le mura in Rom. Bei seinem Entwurf für die Cathédrale de la Sainte-Trinité verfolgte Street, wie er es nannte, den Grundsatz der „ethischen Architektur“. Danach sollte eine Säule, die aus architektonischen Gründen gebraucht wird und wie Marmor aussieht, auch aus Marmor sein.
Street starb im Dezember 1881 vor der Fertigstellung der Pläne, sodass sein Sohn, Arthur E. Street, und der britische Architekt Arthur Blomfield die Arbeit übernahmen und vollendeten. Der Bau wurde von dem britischen Unternehmer Henry Lovatt aus Wolverhampton errichtet. Während der Hauptteil der Kirche 1886 fertiggestellt wurde, nahmen der Bau des Turms und andere Arbeiten mehr als zwei Jahrzehnte in Anspruch.
Während der Chor und die Ganggewölbe aus Stein sind, ist das Gewölbe des Kirchenschiffs aus Eichenholz, vielleicht wegen des begrenzten Bauplatzes, der Strebepfeiler verhinderte, die für das Gewicht einer Steindecke erforderlich gewesen wären.  Die Kathedrale ist 45 Meter lang, 21 Meter breit und 18 Meter hoch.
Die 42 Buntglasfenster wurden vom James Bell entworfen und zwischen 1883 und 1893 hergestellt. Ihr Thema sind die Worte des Te Deum. Der Turm, der mit einer Höhe von 85 Metern zu den höchsten in Paris zählt, wurde am Ostersonntag des Jahres 1909 eingeweiht.

## Orgel

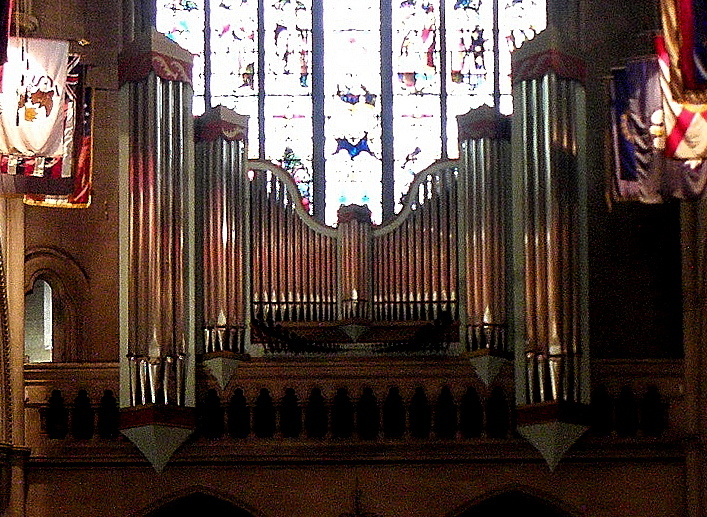
Die Orgel am Ende des Hauptschiffs (2012)

Die große Orgel der Kathedrale wurde 1887 von Aristide Cavaillé-Coll fertiggestellt und am 5. Oktober 1887 vom französischen Organisten und Komponisten Alexandre Guilmant eingeweiht. Es wird angenommen, dass vor allem Marcel Dupré die heutige Disposition des Instruments verantwortete, das noch heute zu den größten in Paris gehört; er war mehrere Male als Berater tätig, zuerst 1922, dann 1930 und zuletzt mit Maurice Duruflé in den 1950er Jahren. Die letzte Restaurierung wurde 1993 durch das Orgelbauunternehmen von Bernard Dargassies abgeschlossen, die erst durch die großzügige Unterstützung der Paulé Foundation und anderer Gemeindemitglieder möglich wurde. Die Orgel wurde am 21. Februar 1993 neu geweiht. Im selben Jahr spielten zwei bekannte Organistinnen an der Orgel: die Französin Marie-Madeleine Duruflé am 18. Mai 1993 und die US-Amerikanerin Marilyn Keiser am 30. Mai 1993.
Eine kleine mechanische Orgel, die der französische Orgelbauer Erwin Müller erbaute, wurde 1970 auf der hinteren Empore aufgestellt. 1993 modifizierte Bernard Dargassies diese Chororgel und machte sie zum Teil der Hauptorgel: Die große Orgel der Kathedrale besteht eigentlich aus zwei Teilen. Edward J. Tipton, der frühere Chorleiter und Musikdirektor der Kathedrale (canon for music), sagte dazu Folgendes:

“[The Grand Choeur division] pulls the sound of the main organ into the nave of the Cathedral, and the two act as one.”

„[Die Chororgel] zieht den Klang der Hauptorgel in das Kirchenschiff der Kathedrale, und die beiden agieren als eine Einheit.“

Die große Orgel verfügt über 72 klingende Register (80 Pfeifenreihen) mit 5206 Pfeifen und hat folgende Disposition:
| I Grand-Orgue C–c4  |        |
| Diapason            | 16′    |
| Bourdon             | 16′    |
| Montre              | 08′    |
| Violoncello         | 08′    |
| Flûte Harmonique    | 08′    |
| Bourdon             | 08′    |
| Prestant            | 04′    |
| Flöte               | 04′    |
| Quinte              | 02 ⁄3′ |
| Doublette           | 02′    |
| Plein-Jeu III–V     |        |
| Résultante de 16′ I |        |
| Basson              | 16′    |
| Trompette           | 08′    |
| Clairon             | 04′    |
| Cloches             |        |

| II Positif expressif C–c4 |        |
| Prinzipal                 | 8′     |
| Bourdon                   | 8′     |
| Flûte                     | 8′     |
| Dulciane                  | 8′     |
| Voix angélique            | 8′     |
| Prestant                  | 4′     |
| Flûte douce               | 4'     |
| Nasard                    | 2 ⁄3′  |
| Doublette                 | 2′     |
| Tierce                    | 1 3⁄5′ |
| Trompette                 | 8′     |
| Clarinette                | 8'     |
| Tremulant                 |        |

| III Récit expressif C–c4 |        |
| Quintaton                | 16′    |
| Diapason                 | 08′    |
| Flûte traversière        | 08′    |
| Viole de Gambe           | 08′    |
| Voix céleste             | 08′    |
| Flûte octaviante         | 04′    |
| Octavin                  | 02′    |
| Larigot                  | 01 ⁄3′ |
| Plein-Jeu III–V          |        |
| Cornett III–V            |        |
| Bombarde                 | 16′    |
| Trompette                | 08′    |
| Clairon                  | 04′    |
| Basson-Hautbois          | 08′    |
| Voix humaine             | 08′    |
| Tremulant                |        |

| IV Solo expressif C–c4 |    |
| French horn            | 8′ |
| Tuba                   | 8′ |
| Philomela              | 8′ |
| Viola                  | 8′ |
| Voix céleste           | 8′ |
| Orchestral trumpet     | 8′ |
| Tremulant              |    |

| IV Grand Choeur C–c4 |     |
| Montre               | 16′ |
| Montre               | 08′ |
| Bourdon              | 08′ |
| Prestant             | 04′ |
| Doublette            | 02′ |
| Grosse Fourniture II |     |
| Plein-Jeu IV         |     |
| Cymbel III           |     |
| Grand Cornet V       |     |
| Chamade              | 08′ |
| Chamade              | 04′ |

| Pedal C–g1  |         |
| Subbass     | 32′     |
| Violoncello | 32′     |
| Subbass     | 16′     |
| Kontrabass  | 16′     |
| Violoncello | 16′     |
| Quinte      | 10 2⁄3′ |
| Flöte       | 08′     |
| Bourdon     | 08′     |
| Violoncello | 08′     |
| Bourdon     | 04′     |
| Bombarde    | 32′     |
| Bombarde    | 16′     |
| Trompette   | 08′     |
| Clairon     | 04′     |

- Koppeln:
  - Normalkoppeln: II/I, III/I, III/II, IV/I, IV/II, IV/III, I/P, II/P, III/P, IV/P; I/I, II/II, III/III, IV/IV
  - Suboktavkoppeln: II/I, III/I, III/II, IV/I, IV/II, IV/III; I/I, II/II, III/III, IV/IV
  - Superoktavkoppeln: II/I, III/I, III/II, IV/I, IV/II, IV/III, I/P, II/P, III/P, IV/P; I/I, II/II, III/III, IV/IV
- Anmerkung

1. 1 2  Vorbereitet für späteren Einbau.

Organist der Kirche ist seit 2010 Andrew Dewar.